# Jupiter (planeta)
Jupiter je největší planeta sluneční soustavy, v pořadí pátá od Slunce. Má hmotnost přibližně jedné tisíciny Slunce, což je přibližně 2,5× více než všechny ostatní planety (a další menší tělesa) v soustavě dohromady, proto je sluneční soustava někdy popisována jako dvojsystém Slunce a Jupitera. Planety Jupiter, Saturn, Uran a Neptun jsou označovány jako plynní obři či planety jupiterského typu.
Planeta je pojmenována po římském bohu Jovovi (v 1. pádě Jupiter). Symbolem planety je stylizované znázornění božského blesku (v Unicode: ♃). Jupiter byl pozorován již od pradávna, při pohledu ze Země má Jupiter magnitudu −2,8, což z něj činí třetí nejjasnější objekt na noční obloze po Měsíci a Venuši (občas se před Jupiter dostane v jasnosti Mars, když je v ideální pozici vůči Zemi a Slunci).
Okolo planety se nacházejí slabé prstence, které jsou ze Země stěží viditelné. Současně ji obklopuje silný radiační pás. Při pohledu z okolního vesmíru jsou viditelné horní vrstvy atmosféry rozčleněny v závislosti na planetární šířce do různě barevných pruhů a skvrn, které jsou atmosférickými bouřemi. Nejznámější takovouto bouří je Velká rudá skvrna, která zřejmě existuje minimálně od 17. století. Dosud není přesně známo, jaké vrstvy planetu tvoří, jelikož současné technické prostředky neumožňují její průzkum do větší hloubky. Předpokládá se, že Jupiter je složen převážně z vodíku, hélia a organických sloučenin. Je pravděpodobné, že planeta má tvrdé kamenné jádro tvořené těžšími prvky.
Jupiter byl prozkoumán několika automatickými sondami, nejčastěji na začátku programu Pioneer a programu Voyager, kdy všechny tyto sondy kolem planety proletěly. Později přímo k Jupiteru zamířila sonda Galileo, která kolem planety po necelých osm let obíhala. Nejnovější data pocházejí ze sondy New Horizons, která v únoru 2007 použila planetu pro zvýšení rychlosti na své cestě k Plutu. V současnosti se plánují další mise do soustavy Jupiteru, které by měly za cíl prozkoumat převážně hypotetické oceány pod ledovou kůrou jeho měsíce Europy.
Jupiter má nejméně 95 měsíců (údaj z června 2024). První čtyři z nich objevil v roce 1610 Galileo Galilei a nezávisle na něm pravděpodobně i Simon Marius. Jde o čtyři velké měsíce Io, Europu, Ganymedes a Callisto (tzv. Galileovy měsíce), u jejichž nebeského pohybu bylo zřetelné, že jeho centrem není Země. Tato skutečnost byla hlavním bodem obhajoby Koperníkovy heliocentrické teorie o pohybu planet; Galileiho vyhlášení podpory Koperníkově teorii jej dostalo do problémů s inkvizicí a byl přinucen ji odvolat.

## Vznik a vývoj planety
Jupiter vznikl z protoplanetárního disku před 4,6 až 4,7 miliardami let. Existují dvě hlavní teorie, jak mohly velké plynné planety vzniknout a zformovat se do současné podoby. Jedná se o teorii akrece a teorii gravitačního kolapsu.
Teorie akrece předpokládá, že se v protoplanetárním disku postupně slepovaly drobné prachové částice, čímž začaly vznikat větší částice až posléze balvany. Neustálé srážky těles vedly k jejich narůstání, až vznikla tělesa o velikosti několik tisíc kilometrů. Tato velká železokamenitá tělesa se stala zárodky terestrických planet. Předpokládá se, že podobná tělesa mohla vzniknout i ve vzdálenějších oblastech sluneční soustavy, kde vlivem velké gravitace začala strhávat do svého okolí plyn a prach, který se postupně začal nabalovat na pevné jádro, až planeta dorostla do dnešní velikosti. Protože úniková rychlost na „povrchu“ Jupiteru je 59,54 km/s, což daleko převyšuje tepelnou rychlost molekul, zůstalo na něm nejspíše původní složení atmosféry, kterou nabalil už během vzniku z protoplanetárního disku.
Teorie gravitačního kolapsu na druhou stranu předpokládá, že velké planety nevznikaly postupným slepováním drobných částic, ale poměrně rychlým smrštěním z nahuštěného shluku v zárodečném disku podobným způsobem, který je znám při vzniku hvězd. Podle teorie několika gravitačních kolapsů, jejímž autorem je Alan Boss z Carnegie Institution of Washington, byl vznik plynných obrů krátký a v případě Jupiteru trval jen několik století.
Vznik velkých Jupiterových měsíců proběhl pravděpodobně stejným způsobem, jako vznikaly kamenné planety. Jelikož je Jupiter poměrně blízko ke Slunci, vystoupila teplota na povrchu měsíců na vysoké hodnoty, čímž došlo k úniku lehce tavitelných látek z původního disku okolo vznikající planety.

## Fyzikální a chemické vlastnosti

### Složení
Svrchní atmosféra Jupiteru je tvořena z 88 až 92 % vodíkem a zbylých 8 až 12 % připadá na helium (látková čili objemová procenta), v hmotnostních procentech je to 75 % H2 a 24 % He, zbývající procento tvoří ostatní prvky obsažené v atmosféře planety. Vnitřní složení planety je odlišné, jelikož zde dochází k nárůstu obsahu ostatních prvků vůči zastoupení vodíku a hélia. Složení v nižších vrstvách je pak 71 hm. % H2, 24 hm. % He a 5 hm. % ostatních prvků. Atmosféra obsahuje stopová množství methanu, vodní páry, čpavku a křemičitanů. Vyjma těchto hojnějších sloučenin obsahuje atmosféra taktéž malé množství uhlíku, ethanu, sulfanu, neonu, kyslíku, fosforu a síry. Nejvzdálenější vrstva atmosféry obsahuje ledové krystalky zmrzlého čpavku. Podle měření provedených v infračerveném a ultrafialovém světle se v atmosféře nachází i malé množství benzenu a byly objeveny i další uhlovodíky.
Atmosférický poměr mezi vodíkem a héliem je velice blízko teoretickému složení původní mlhoviny, ze které se zformovala celá sluneční soustava. Nicméně neon obsažený ve svrchní atmosféře je zastoupen pouze poměrem 20 částic na milión, což je okolo desetiny průměrné hodnoty u Slunce. Zastoupení hélia je nízké, dosahuje pouze 80 % zastoupení oproti Slunci. Nízký podíl hélia může být výsledkem srážkové činnosti hélia, které se takto dostává do vnitřních oblastí planety. Průměrné zastoupení těžších plynů v atmosféře Jupiteru je přibližně dvakrát až třikrát hojnější než u Slunce.
Jak ukazují spektroskopická měření, Saturn je složením nejspíše podobný Jupiteru, naproti tomu další plynní obři jako Uran a Neptun mají relativně mnohem méně vodíku a hélia. Nicméně detailnější data o složení atmosféry a zastoupení těžších prvků u plynných obrů vyjma Jupiteru chybí, jelikož jejich atmosféry zatím nebyly prozkoumány žádnými atmosférickými sondami.

### Hmotnost

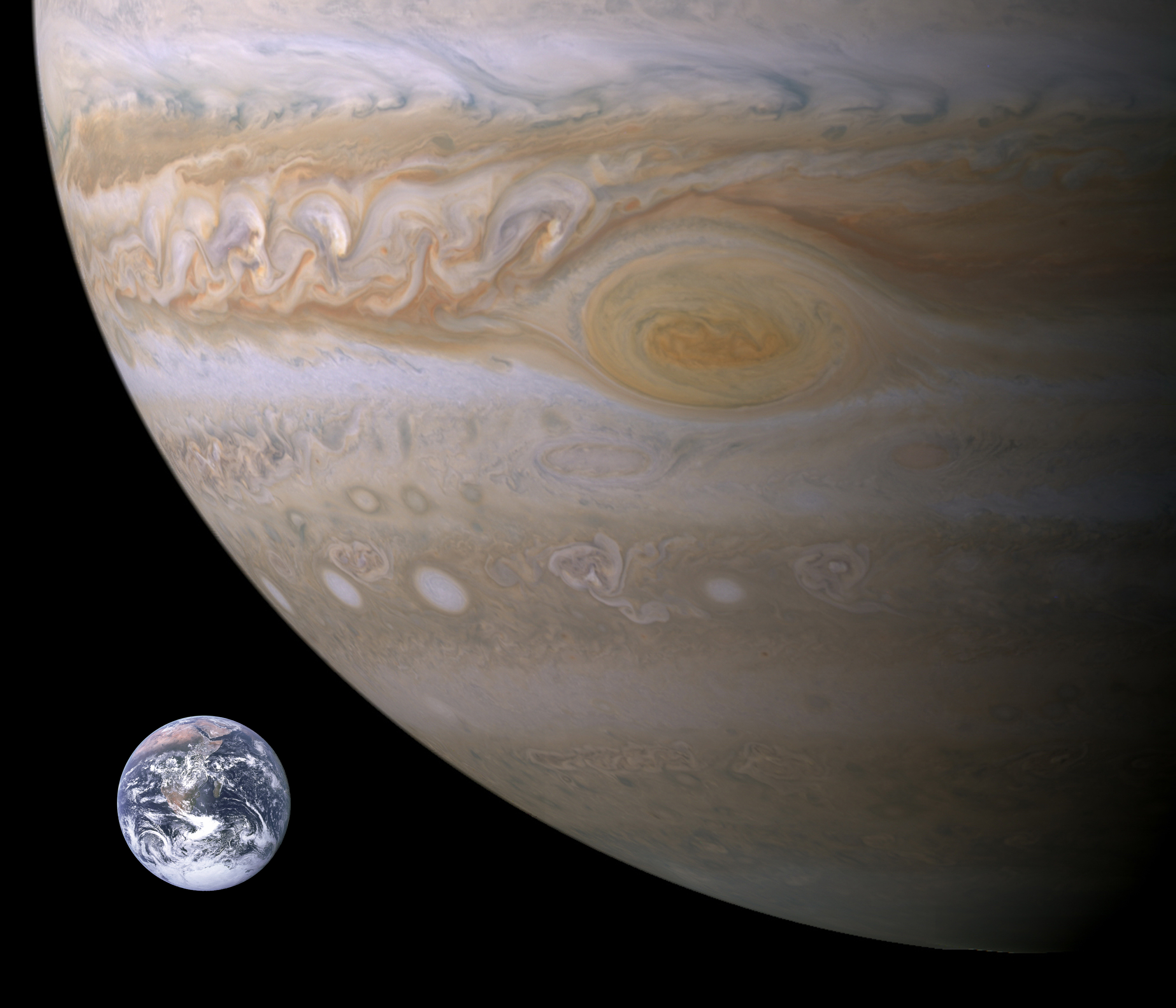
Ilustrativní srovnání velikostí mezi Jupiterem a Zemí. Na obrázku je zachycena i Velká rudá skvrna.

Jupiter je téměř 2,5× hmotnější než všechny ostatní planety sluneční soustavy dohromady. Jeho hmotnost výrazně ovlivňuje těžiště (barycentrum) Sluneční soustavy. Odchylka způsobená Jupiterem je 742 792 km, čímž by se při neexistenci dalších těles soustavy toto těžiště nacházelo mimo Slunce (zhruba 50 tisíc km od jeho povrchu). Vzhledem k působení ostatních těles sluneční soustavy (především ostatních plynných obrů) je ale těžiště soustavy 36 % času uvnitř Slunce a střední vzdálenost středu Slunce od tohoto těžiště je 0,00228 au.
Jupiter je 317,81× hmotnější než Země, rovníkový poloměr má 11,21× větší a objem 1321× větší než Země. Někdy je označován za „nepovedenou hvězdu“, i když toto srovnání je značně nepřesné. To, že nalezené extrasolární planety jsou mnohem hmotnější než Jupiter, je způsobeno výběrovým efektem, protože hmotnější průvodci jiných hvězd se současnými prostředky snáze detekují. Naproti tomu velikost poloměru podobné planety už prakticky nezávisí na její hmotnosti, protože větší hmotnost způsobuje pouze další smršťování (dokud nedojde k nastartování termonukleárních reakcí). I přes to, že Jupiter emituje více záření, než přijímá, nepatří mezi hnědé trpaslíky. Jadernou syntézu sice provázejí specifické spektrální čáry, nicméně v každém případě by musel být alespoň 75× hmotnější, aby se mohl stát hnědým trpaslíkem.
Jupiter má ve srovnání se Zemí podstatně menší hustotu – zatímco jeho objem je 1321× větší než objem Země, jeho hmotnost je pouze 318× větší. „Hmotnost Jupiteru“ (MJ nebo MJup) je často používána jako základní jednotka pro popisování hmotnosti jiných těles, a to hlavně extrasolárních planet a hnědých trpaslíků. Například extrasolární planeta HD 209458 b má hmotnost 0,69 MJ, naproti tomu COROT-7b má hmotnost pouze 0,015 MJ.
Teoretické modely naznačují, že Jupiter měl dříve mnohem větší hmotnost, než má dnes, a že se planeta zmenšuje. Pro malé změny hmotnosti by se průměr planety měnil jen nepatrně. Pokud by hmotnost přesáhla hmotnost čtyř Jupiterů, vnitřní oblasti planety by byly natolik stlačené vlivem působící gravitace, že by planeta byla ve výsledku menší, než je dnes. Tato skutečnost vedla některé astronomy k tomu, aby o Jupiteru začali referovat jako o „nepovedené hvězdě“, i když není známo, zda procesy vedoucí ke vzniku planet typu Jupitera jsou stejné jako procesy formující vícehvězdné systémy.
Aby Jupiter zažehl termonukleární reakci vedoucí ke spalování vodíku a mohl tak být považován za hvězdu, musel by být přibližně 75× hmotnější. Nejmenší známí červení trpaslíci jsou však pouze o 30 % větší než Jupiter. I vzhledem k této skutečnosti[zdroj?] Jupiter vyzařuje více tepla, než dostává od Slunce. Množství tepla vznikajícího uvnitř planety je téměř rovné množství slunečního záření, které od Slunce obdrží. Další vyzařované teplo vzniká Kelvinovým–Helmholtzovým mechanismem vlivem adiabatické kontrakce. Tento proces vede k planetárnímu smršťování rychlostí přibližně 3 cm za rok. V době vzniku byl Jupiter mnohem teplejší a jeho poloměr byl přibližně dvakrát větší, než je tomu dnes.

### Vnitřní stavba

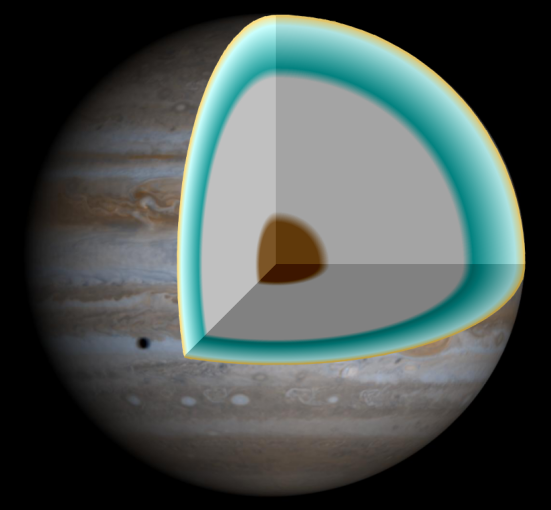
Průřez Jupiterem ukazuje jeho vnitřní stavbu s kamenným jádrem obklopeným silnou vrstvou kovového vodíku

Animace Jupiteru v infračervené

Jupiter tvoří husté planetární jádro složené z různých prvků, obklopené vrstvou tekutého kovového vodíku s obsahem hélia a atmosférou molekulárního vodíku. Za tímto zjednodušením se ale stále skrývá řada tajemství a nejasností. Jádro se často popisuje jako kamenné, ale jeho skutečné detailnější složení je neznámé stejně jako vlastnosti materiálů, které by ho měly tvořit za tlaků a teplot, jež v jádře této obří planety musí panovat. V roce 1997 byla gravitačním měřením naznačena existence jádra, a jeho hmotnost mezi 12 až 45 hmotnostmi Země, což odpovídá přibližně 3 až 15 % celkové hmotnosti Jupiteru.
Přítomnost jádra byla ale předpokládána i před tímto měřením aspoň po určitý čas historie planety, jelikož modely naznačovaly, že pro vznik planety musela na počátku vzniknout kamenoledová protoplaneta, která by byla schopna svojí hmotností přitáhnout vodík a helium z protosluneční mlhoviny. Za předpokladu, že tedy jádro na začátku historie planety existovalo, dá se spekulovat, že bylo obklopeno teplým kovovým vodíkem smíchaným s nataveným či tavícím se jádrem, čímž by se dostaly jeho stavební prvky do vyšších vrstev planety. Mohlo by se tak i stát, že jádro u dnešního Jupiteru neexistuje a že gravitační měření jsou chybná vlivem nekvalitních měření současnou technikou.
Nepřesnost modelů je spojena s chybou rozpětí u dosud měřených parametrů: jednoho z rotačních koeficientů (J6), použitého k popisu gravitačního momentu planety, Jupiterova rovníkového poloměru a jeho teploty při tlaku 1 baru. Sonda Juno, která odstartovala v roce 2011, by měla přinést zpřesnění těchto údajů, a tak učinit pokrok v pochopení problematiky Jupiterova jádra.
Oblast hypotetického jádra je pravděpodobně obklopena hustým kovovým vodíkem, který by se měl rozkládat až do vzdálenosti 78 % poloměru planety. Procesem podobným dešti by hélium a neon měly prostupovat touto vrstvou sníženého zastoupení těchto prvků ve svrchní atmosféře.
Nad vrstvou kovového vodíku se nachází vrstva tekutého vodíku a dále pak vrstva plynného vodíku, která se rozšiřuje směrem dolů z vrstvy mračen do hloubky asi 1000 km. Namísto ostrého přechodu mezi těmito vrstvami vodíku bude nejspíše přechod pozvolný, kdy jedno skupenství vodíku bude volně přecházet do druhého bez jasně definované hranice. Tento hladký přechod se odehrává pokaždé, když je teplota nad kritickou teplotou, která je pro vodík pouhých 33 K.
Teplota a tlak uvnitř Jupiteru postupně narůstají směrem k hypotetickému jádru. V oblasti fázového přechodu mezi tekutým a kovovým vodíkem dosahuje teplota nejspíše kolem 10 000 K a tlak dosahuje přibližně 200 GPa. Teplota na hranici jádra je odhadována na 36 000 K a tlak mezi 3000 až 4500 GPa.

### Atmosféra
Atmosféra Jupiteru se skládá z přibližně 89,8 hmotnostních % vodíku a 10,2 % hélia. Atmosféra obsahuje stopové množství methanu, vodních par, amoniaku a „kamení“. Nalézají se zde také nepatrná množství uhlíku, ethanu, sulfanu, neonu, kyslíku, fosfanu a síry. Složení atmosféry se velmi podobá složení sluneční mlhoviny. Saturn má podobné složení, ale Uran a Neptun mají mnohem méně vodíku a hélia.
Jednotlivé pásy Jupiterovy atmosféry rotují různou rychlostí; tento efekt byl poprvé pozorován Cassinim (1690). Rotace Jupiterovy polární atmosféry je o 5 minut delší než rotace jeho rovníkové atmosféry. Navíc se pásy mraků různé šíře pohybují proti sobě ve směru stálých větrů. Na hranicích těchto konfliktních proudů vznikají bouře a turbulence. Rychlost větru dosahuje 600 km/h v nejhlubších místech měření za podmínek 20 atm přibližně 150 km pod vrcholkem oblaků.

#### Vrstva mračen

Tato animace ukazuje pohyb pásů oblačnosti v atmosféře Jupiteru. Obrázek je zobrazen v válcové projekci.

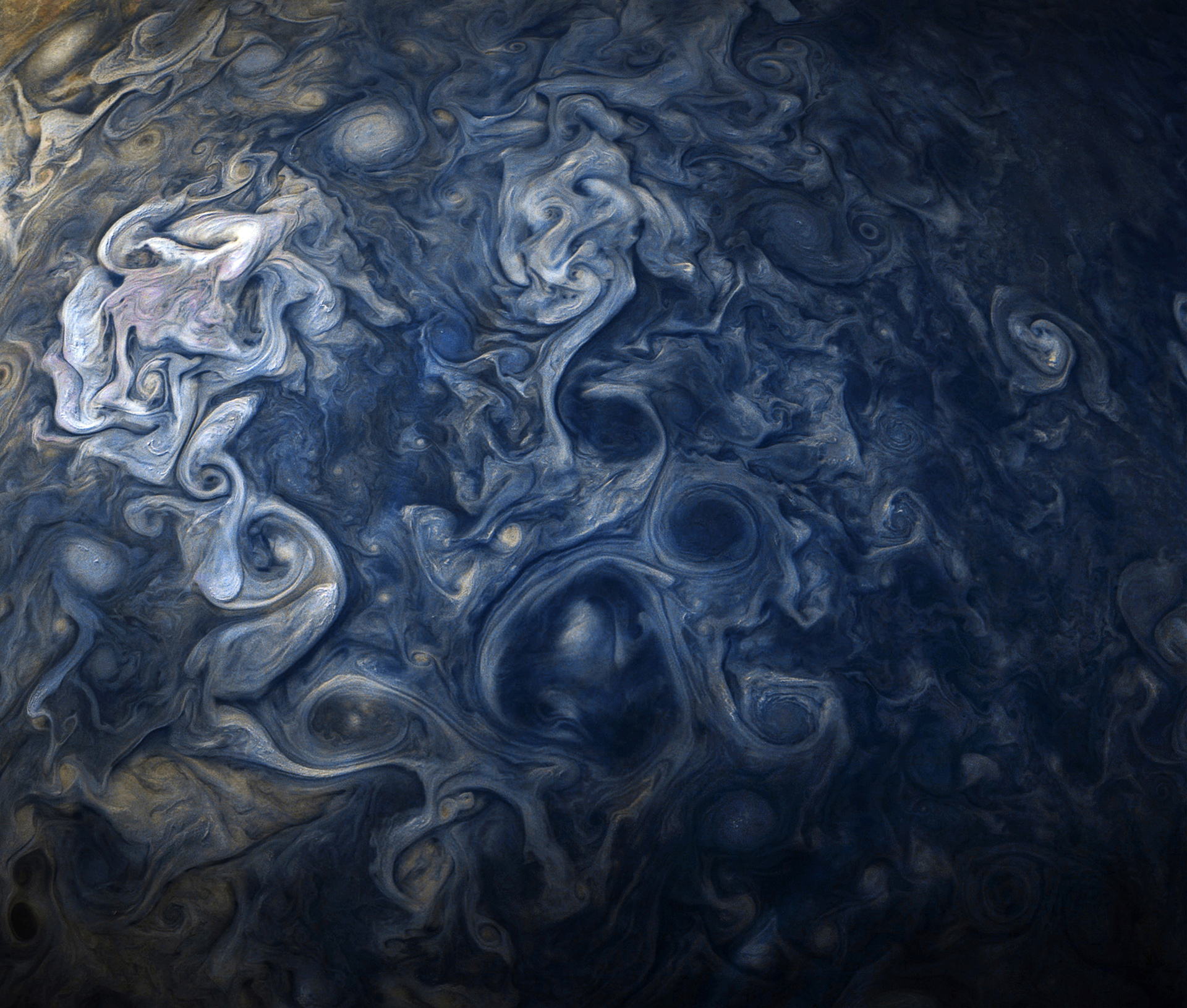
Chaotické vrstvy mračen

Jupiter je permanentně zakryt mračny tvořenými krystalky čpavku a pravděpodobně i hydrogensulfidem amonným ((NH4)SH). Mračna se nacházejí v tropopauze, kde jsou roztroušena v různých výškách známých jako tropické oblasti. Ty se rozdělují mezi světlejší pásma a tmavší pásy. Vzájemná interakce mezi těmito cirkulujícími skupinami se projevuje bouřemi a turbulencemi. Rychlost větru dosahuje až 100 m/s v oblasti světlých pásem, která mohou být každým rokem rozdílná, co se šířky, barvy a intenzity týče, ale na druhou stranu jsou dostatečně stabilní, aby je mohli astronomové pozorovat po delší dobu a identifikovat je.
Vrstva mraků je mocná pouze 50 km a je tvořená dvěma vrstvami mračen: tenčí nižší vrstvou a silnější čiřejší vrstvou. Je možné, že se pod vrstvou čpavkových mračen nachází vrstva, kde jsou přítomné mraky tvořené vodním ledem, jak naznačují odrazy blesků zaznamenaných v atmosféře Jupiteru. (Voda je polární molekula, která může nést elektrický náboj, takže je schopná separovat kladné a záporné náboje, a tak vytvořit blesk.) Takto vzniklé elektrické napětí může být tisíckrát silnější než u blesků na Zemi. Bouře ve vodní vrstvě mračen by mohly vznikat vlivem tepla uvolňovaného ve spodních vrstvách planety.
Typické oranžové a hnědé zbarvení mračen Jupiteru je způsobeno barevnými sloučeninami, známými jako chromofory. Vystupují z oblastí teplejších spodních mračen a jsou následně vystaveny ultrafialovému záření ze Slunce. Složení těchto sloučenin je v současnosti stále neznámé, ale předpokládá se, že budou obsahovat fosfor, síru a pravděpodobně i uhlovodíky. Světlá pásma jsou tvořena tehdy, když konvekční buňky tvořené krystalky amoniaku zakryjí nižší mračna.
Sklon rotační osy Jupiteru má za následek, že oblasti pólů dostávají méně sluneční energie než oblasti v okolí rovníku. Proudění tepla probíhající uvnitř planety transportuje více energie do oblasti pólů, nicméně vyrovnává teploty ve vrstvách mračen.

#### Velká rudá skvrna a další bouře

Animace pořízená sondou Voyager 1 ukazuje její přibližování k planetě, pohyb atmosférických pásů a cirkulaci Velké rudé skvrny.

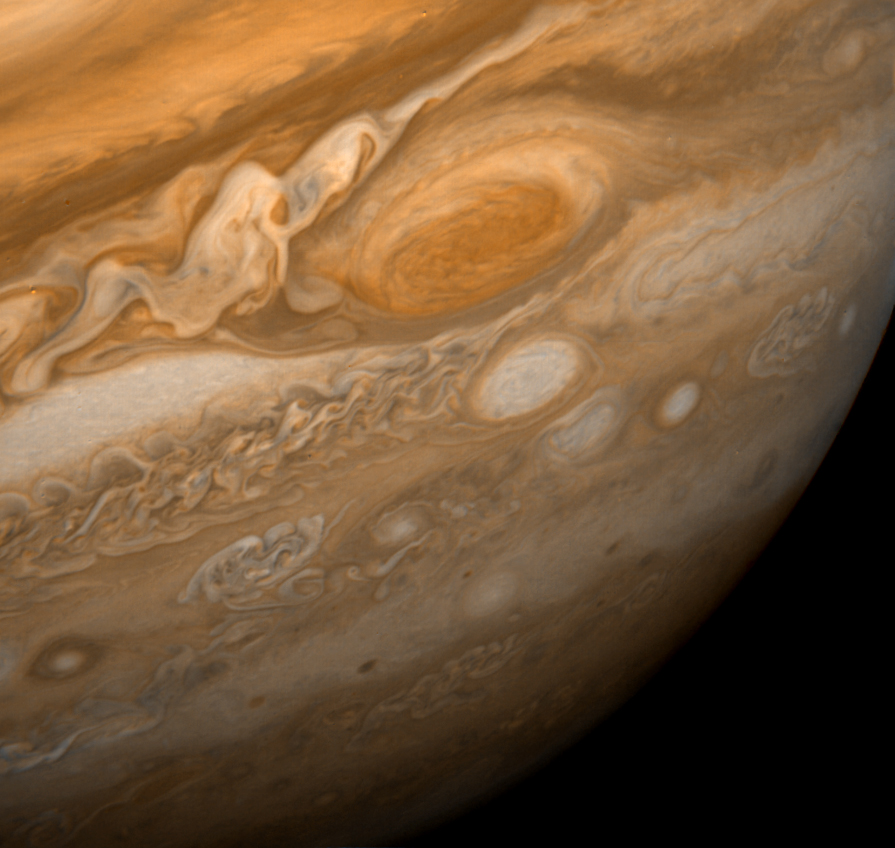
Tento pohled na Velkou rudou skvrnu a její okolí pořídila americká sonda Voyager 1 během průletu 25. února 1979 ze vzdálenosti 9,2 miliónu km. Na obrázku je možné pozorovat menší mračna o velikosti 160 km. Barvitý a vlnitý tvar nalevo od červené skvrny představuje oblast s proměnlivým vlnícím se pohybem v atmosféře. Pro lepší představivost rozměrů Jupiteru, malá oválná bílá bouře v atmosféře přesně pod Velkou rudou skvrnou má přibližně velikost Země.

Nejznámější útvar v atmosféře Jupiteru je Velká rudá skvrna, což je dlouhodobě stabilní anticyklonální bouře, větší než Země, v oblasti 22° jižní šířky. Existují důkazy, že skvrna byla jistě pozorována minimálně od roku 1831, a pravděpodobně dokonce již od roku 1665. Matematické modely naznačují, že skvrna je stálá a mohlo by jít o dlouhodobě stabilní až permanentní útvar v atmosféře planety. Je dokonce tak velká, že je možné jí pozorovat pozemskými teleskopy, které mají clonu větší než 5 cm.
Skvrna obíhá v protisměru hodinových ručiček s rotační periodou okolo šesti dní. Velká rudá skvrna má rozměry v rozmezí 24–40 000 km × 12–14 000 km; vešly by se do ní dvě až tři Země v průměru. Skvrna vystupuje maximálně okolo 8 km nad okolní vrcholky mračen.
Bouře jako tato jsou typickým projevem v atmosférách plynných obrů. V atmosféře Jupiteru se současně vyskytují i bílé a hnědé skvrny, které jsou většinou bezejmenné. Bílé skvrny jsou pravděpodobně tvořeny relativně studenými mračny uvnitř svrchní atmosféry. Hnědé skvrny jsou naproti tomu nejspíše teplejší a nacházejí se v oblasti, kde se zdržují mračna. Tyto bouře mohou trvat od několika hodin až po stovky let.

Již před přílety sond Voyager (prolétly v roce 1979) bylo patrné, že tyto skvrny nejsou spojeny s žádnými procesy vycházejícími z nitra planety, jelikož se skvrny chovají samostatně bez očividného vztahu k okolní atmosféře. Někdy se pohybují rychleji než okolní vrstvy, jindy pomaleji a mohou současně rotovat i na obě strany vůči okolí. V průběhu existujících záznamů je doloženo, že některé skvrny oběhly planetu několikrát bez žádného náznaku spojení s atmosférou či se spodními oblastmi.
V roce 2000 vznikla v oblasti jižní polokoule bouře v atmosféře, která je velice podobná Velké rudé skvrně, ale která je menší. Vznikla jako výsledek sloučení několika menších bouří v jednu. Tři menší bílé bouře pozorované již od roku 1938 se spojily v listopadu 2005 a vytvořily tuto novou bouři, která byla pojmenována Ovál BA a dostala přezdívku Velká rudá skvrna junior. Od doby vzniku narostla její intenzita a došlo ke změně její barvy z bílé na červenou během prosince 2005.

#### Magnetosféra

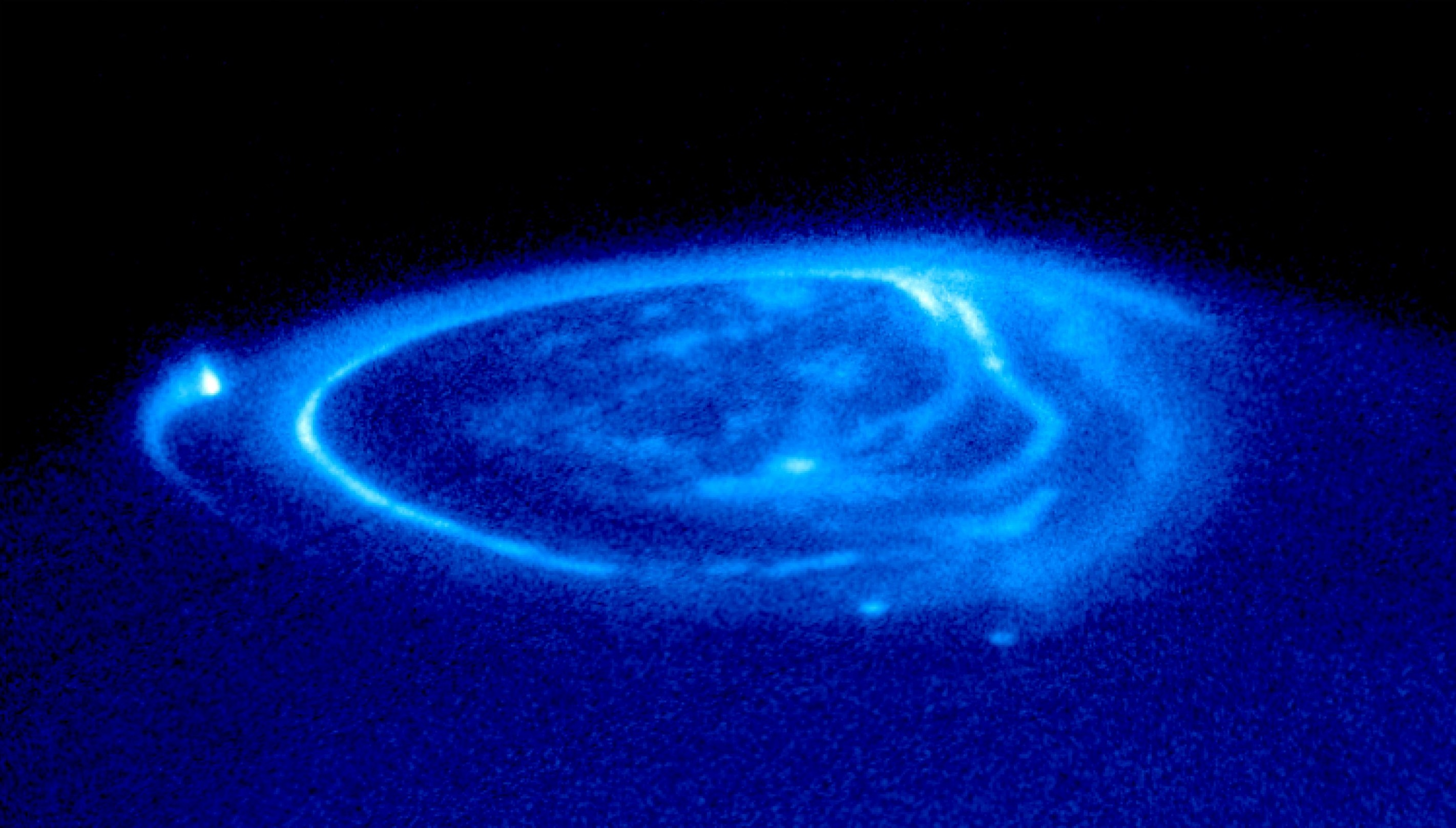
Polární záře na Jupiteru. Tři světlejší skvrny jsou tvořeny trubicemi magnetického toku, které spojují Joviánské měsíce Io (vlevo), Ganymed (uprostřed) a Europa (taktéž uprostřed). Navíc lze vidět velmi jasnou, téměř kruhovou oblast zvanou hlavní ovál a slabší polární záři.

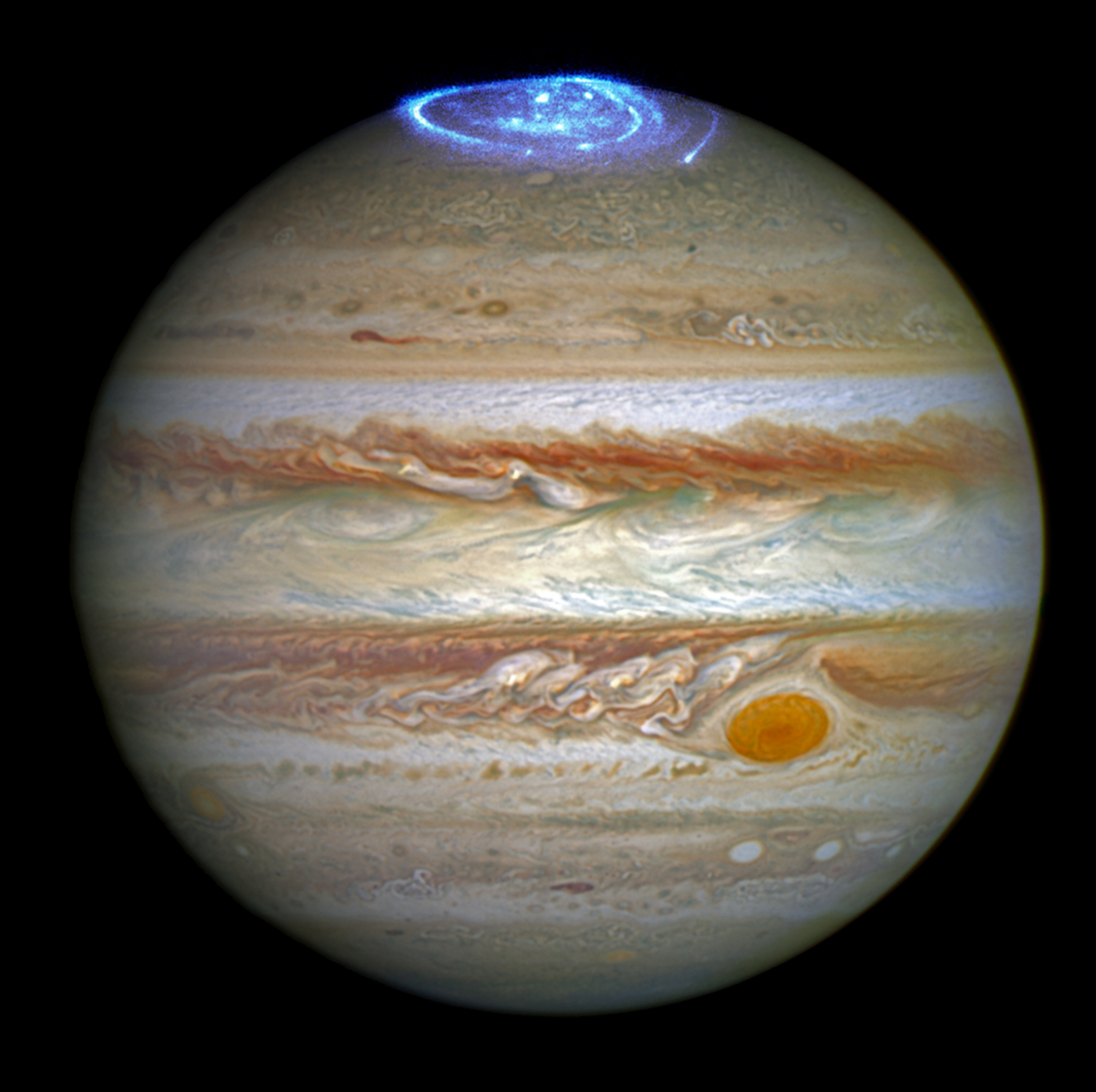
Polární záře na Jupiteru viděná z Hubbleova teleskopu

Jupiter má velmi rozsáhlou a silnou magnetosféru. Projevy jeho magnetického pole lze vidět i ze Země, mohou se jevit až 5krát větší než Měsíc v úplňku, přestože Jupiter je mnohem vzdálenější. Pole je přibližně 14krát silnější než zemské, jeho intenzita se pohybuje v rozsahu 4,2 gausse (odpovídá 0,42 mT) v oblasti rovníku a 10 až 14 gaussů (1 až 1,4 mT) v oblastech pólů. Toto magnetické pole vytváří mohutné výrony urychlených částic v Jupiterových radiačních pásech, interaguje s měsícem Io a vytváří vodivou trubici a plazmový prstenec okolo něj. Jupiterova magnetosféra je větší než velikost Slunce. Věří se, že pole vzniká vířivými proudy uvnitř jádra tvořeného kovovým vodíkem. Pole zachytává ionizované částice ze slunečního větru, čímž dochází ke vzniku vysokoenergetického pole mimo planetu, v tzv. magnetosféře.
Elektrony z tohoto plazmatického povlaku ionizují mračna oxidu siřičitého ve tvaru torusu vzniklá vulkanickou aktivitou na měsíci Io. Vodíkové částice, uniklé z Jupiterovy atmosféry, jsou taktéž zachyceny v magnetosféře planety. Elektrony v magnetosféře generují silné rádiové signály v rozmezí 0,6–30 MHz.
Sonda Pioneer 10 v roce 1973 potvrdila existenci Jupiterova mohutného magnetického pole. Citlivé přístroje na palubě odhalily, že Jupiterův „severní“ magnetický pól je na jižním geografickém pólu planety s odchylkou 11 stupňů od jupiterské osy rotace a se středem pole posunutým mimo střed Jupitera, podobně jako je tomu u magnetického pole Země. Pioneer zaznamenal rázovou vlnu jupiterské magnetosféry ještě ve vzdálenosti 26 miliónů kilometrů a magnetický ohon dosahující až za Saturnovu oběžnou dráhu. Údaje ukazují, že velikost tohoto magnetické pole na straně obrácené ke Slunci rychle kolísá v důsledku změn tlaku slunečního větru (tento jev byl blíže zkoumán při dvou misích Voyager). Šoková vlna se nachází přibližně 75 poloměrů od Jupiteru. Bylo objeveno, že proudy vysokoenergetických částic jsou vyvrhovány až k oběžné dráze Země. V jupiterovských radiačních pásech byly nalezeny a naměřeny vysokoenergetické protony, ukázalo se, že mezi Jupiterem a některými jeho měsíci (zvláště Io) protékají elektrické proudy. Všechny čtyři velké měsíce ale leží uvnitř tohoto pole, takže jsou chráněny před slunečním větrem. Magnetosféru obklopuje magnetopauza, která se nachází na vnitřním okraji přechodové vrstvy magnetosféry, kde se magnetické pole planety stává slabým a neuspořádaným.

### Rádiové vlny Jupitera
Magnetosféra Jupiteru způsobuje intenzivní krátké rádiové záblesky z polárních oblastí. Vulkanická aktivita měsíce Io dodává do magnetosféry Jupiteru plyny, které vytvářejí torus částic kolem planety. Jak se Io pohybuje skrze tento torus, dochází vzájemnou interakcí ke vzniku Alfvénových vln, které přenášejí ionizované částice do polárních oblastí, což umožňuje vznik radiových vln vlivem mechanismu cyklotronového astrofyzikálního maseru. Energie je šířena do okolí podél povrchu kuželu. Když Země prochází tímto kuželem, mohou radiové signály přehlušit šum způsobovaný Sluncem. Rádiové vlny Jupitera se šíří vesmírem na frekvencích od 15 do 38 MHz. Pod touto mezí jsou vlny odráženy ionosférou Země a nad mezí je intenzita vln příliš malá. Rádiové vlny se dělí na 7 kanálů, tzv. módů, což jsou frekvenční kanály pro vysílání Jupitera a měsíce Io z různých míst a na různých frekvencích. V tabulce jsou tyto módy uvedeny:
| Označení kanálu | Maximální frekvence (MHz) |
| --------------- | ------------------------- |
| Io-D            | 18                        |
| Io-B            | 39,5                      |
| non Io-B        | 38                        |
| Io-A            | 38                        |
| non Io-A        | 38                        |
| Io-C            | 36                        |
| non Io-C        | 32                        |

### Planetární prstence

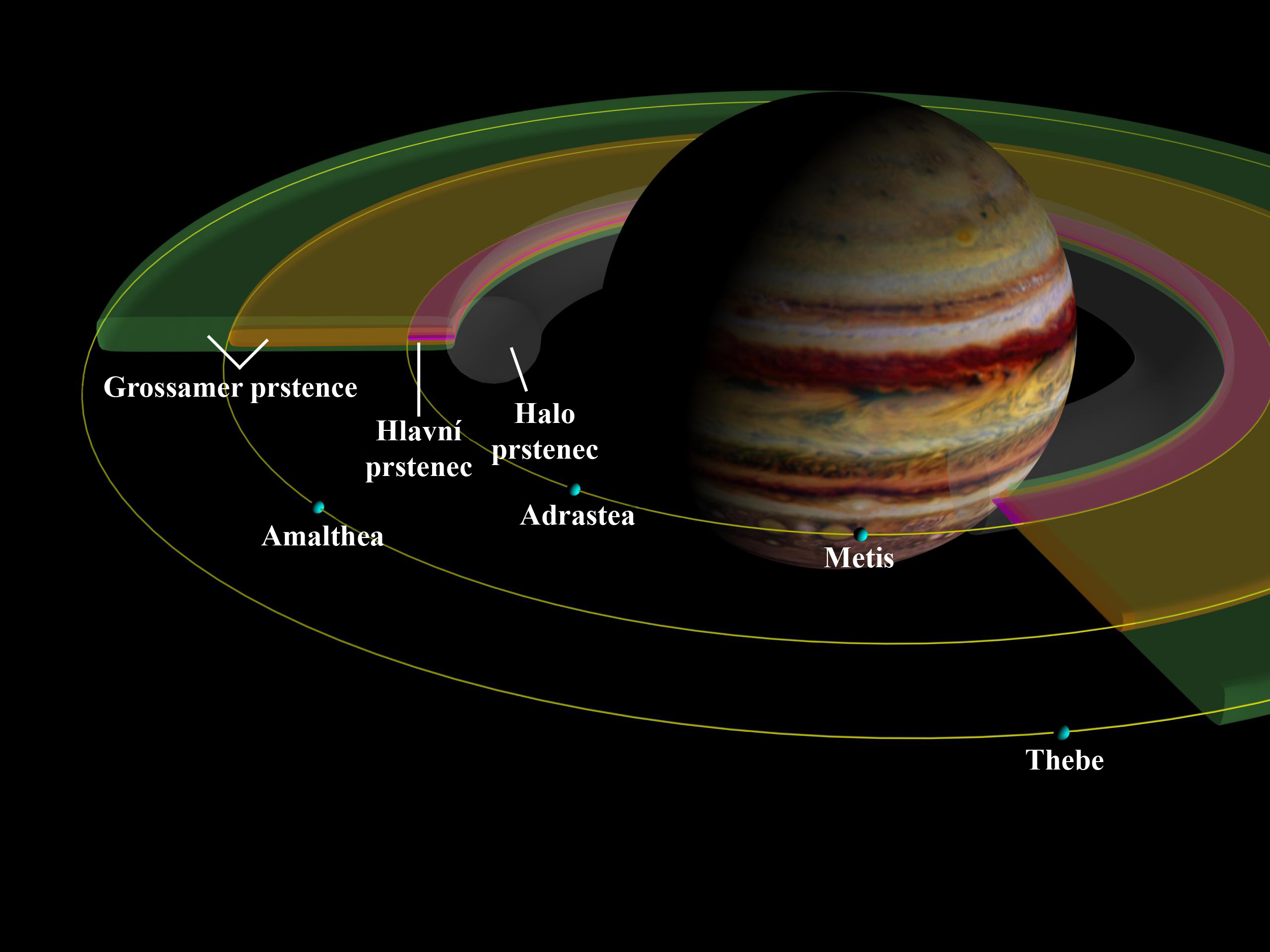
Prstence Jupiteru

Jupiter má nezřetelný systém planetárních prstenců skládajících se ze tří částí: vnitřního torusu, relativně jasného hlavního prstence a vnějšího slabšího prstence. Oproti prstencům Saturnu nejsou tvořeny ledem, ale spíše prachem. Vnější prstenec je složený z částic podobných kouři, jež byly po dopadech meteoritů vymrštěny z jeho měsíců. Hlavní prstenec je tvořen prachem ze satelitů Adrastea a Metis, který, místo aby spadl zpět na měsíce, je gravitačním působením Jupiteru zachycen a přitahován směrem k planetě. Další impakty pak doplňují nový materiál. Dva široké jemné prstence, které obklopují hlavní, pocházejí z měsíců Thebe a Amalthea. Existuje také velmi řídký a vzdálený vnější prstenec, který krouží kolem Jupiteru opačným směrem. Jeho původ je nejistý, snad je tvořen zachyceným meziplanetárním prachem.[zdroj?]

## Dráha a rotace

Jupiter (červená) dokončí oběh Slunce (uprostřed) každých 11,86 oběhů Země (modrá)

Jupiter je jediná planeta, jejíž barycentrum se Sluncem leží mimo těleso Slunce, i když jen o 7 % jeho poloměru. Průměrná vzdálenost mezi Jupiterem a Sluncem je 778 miliónů km (přibližně 5,2 au) a kolem Slunce oběhne jednou za 11,86 let, což odpovídá 2/5 oběžné doby Saturnu, se kterým má dráhovou rezonanci v poměru 5:2. Sklon dráhy Jupiteru je 1,31° vzhledem k ekliptice. Jelikož Jupiter má oběžnou excentricitu rovnou 0,048, jeho vzdálenost od Slunce mezi perihéliem a aféliem se mění zhruba o 75 miliónů km.
Sklon rotační osy Jupiteru dosahuje pouze 3,13°. V důsledku tak malého sklonu osy se na Jupiteru prakticky neprojevují sezónní variace počasí jako v případě Země či Marsu.
Jupiter má nejrychlejší rotaci ze všech planet sluneční soustavy, jednu otočku kolem své rotační osy uskuteční za méně než 10 hodin, což má za následek vyklenutí v oblasti rovníku zřetelné ze Země i amatérskými dalekohledy. Takové rotaci odpovídá zdánlivá odstředivá síla a odstředivé zrychlení na rovníku okolo 1,67 m/s². Čistá povrchová gravitace Jupitera činí 24,79 m/s², výsledné gravitační zrychlení v oblasti rovníku je tak pouze 23,12 m/s² (o 6,7 % menší než na pólech). Planeta má tvar rotačního elipsoidu, rovníkový průměr je o 9275 km delší než polární (tedy o téměř ¾ celého průměru Země).
Jelikož Jupiter není těleso s pevným povrchem, různé části jeho svrchní atmosféry mají rozdílnou rotaci. Rotační doba polárních oblastí je přibližně o 5 minut delší, než je rotační doba atmosféry v oblasti rovníku. Pro popis těchto vrstev se používají tři referenční oblasti, když se chce popsat pohyb částic jednotlivými oblastmi. Systém I se používá pro oblasti mezi 10° severní až 10° jižní šířky, jedná se o oblast s nejkratší dobou rotace, která odpovídá 9 hod 50 min a 30 s. Systém II se využívá ve všech dalších oblastech na sever a na jih od 10°, jeho oběžná doba je 9 hod 55 min a 40,6 s. Systém III byl navržen kvůli radioastronomii a odpovídá rotaci planetární magnetosféry, která se uvádí jako oficiální doba rotace Jupiteru.

## Pozorování

Retrográdní pohyb vnějších planet je způsoben relativní pozicí vůči Zemi

Jupiter je obvykle čtvrtým nejjasnějším objektem na obloze po Slunci, Měsíci a Venuši, nicméně někdy se jasnějším než on stane planeta Mars, když se přiblíží více k Zemi. V závislosti na pozici vzhledem k Zemi se mění Jupiterova magnituda od –2,9 v době opozice až na –1,6 v době konjunkce. Lze ho pozorovat triedrem i na denní obloze. Úhlová velikost Jupiteru se mění mezi 50,1 a 29,8 úhlové vteřiny.
Příznivé opozice nastávají, když Jupiter prochází perihéliem – tato událost nastává jednou během oběhu. Jupiter byl v perihéliu v březnu roku 2011 a příznivá opozice nastala v srpnu roku 2010.
Každých 398,9 dnů obíhání kolem Slunce Země předstihne Jupiter (doba nazývaná synodická perioda). Při tom Jupiter projde retrográdní dráhu s ohledem na hvězdy v pozadí. Díky tomu to vypadá, že se Jupiter po nějakou dobu pohybuje po noční obloze zpět a utváří tak smyčku.
Doba oběhu Jupiteru je 12 let, což je stejně jako počet znamení zvěrokruhu a může to být historický původ těchto znamení. (Vždy, když Jupiter dosáhne opozice, je posunutý na východ o zhruba 30°, což je šířka znamení zvěrokruhu.)
Protože oběžná dráha Jupiteru je vně oběžné dráhy Země, fázový úhel Jupiteru sledovaného ze Země nikdy nepřekročí 11,5° a většinou je blízko nule. Proto je planeta při pozorování skrze zemské dalekohledy vždy téměř celá osvětlená. Fotografie zčásti zatemněného Jupiteru byly pořízeny pouze při vesmírných misích na tuto planetu.

### Historie pozorování

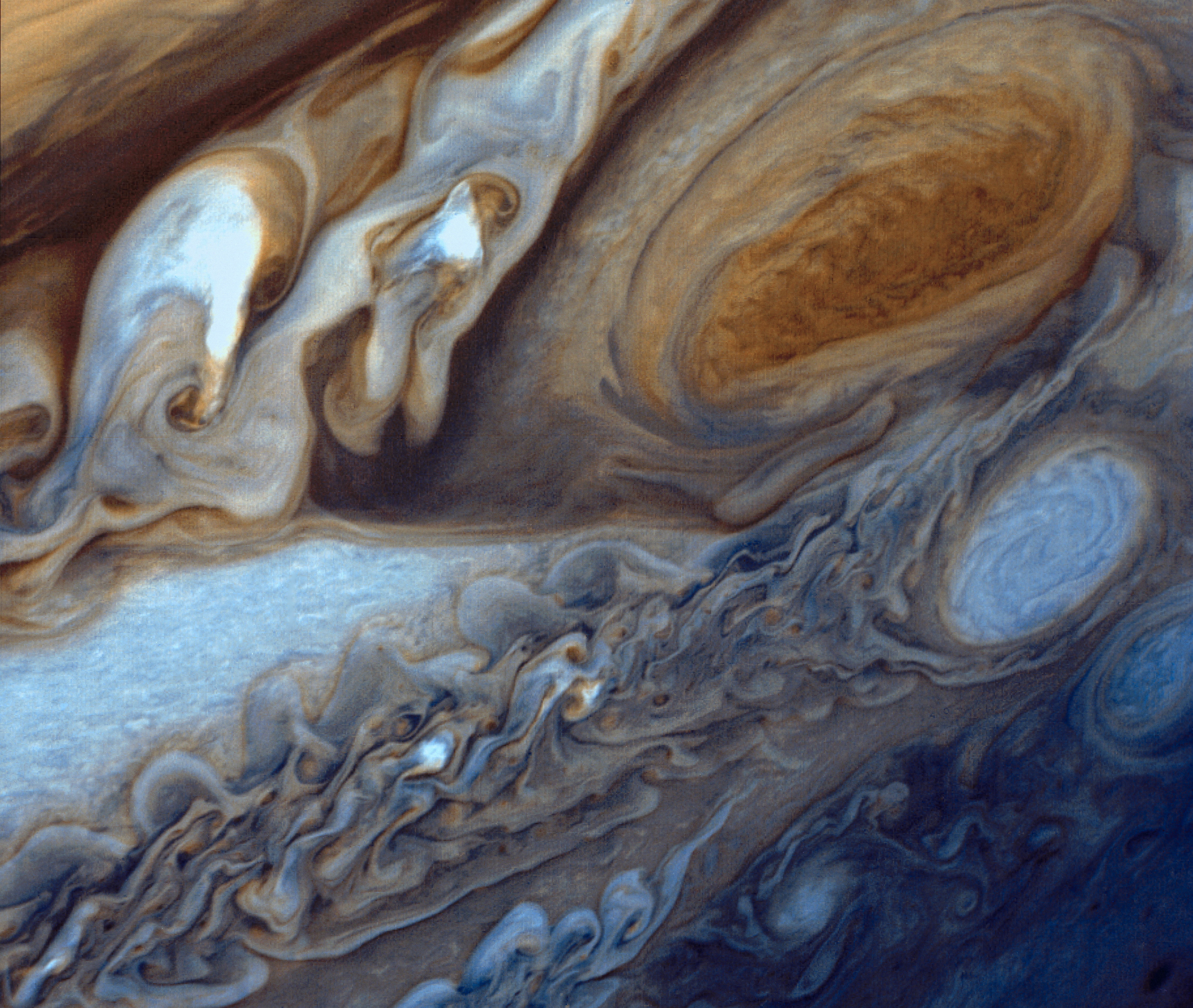
Detailní snímek atmosféry v nepravých barvách pořízený sondou Voyager 1 ukazuje Velkou rudou skvrnu a okolní bílé bouře

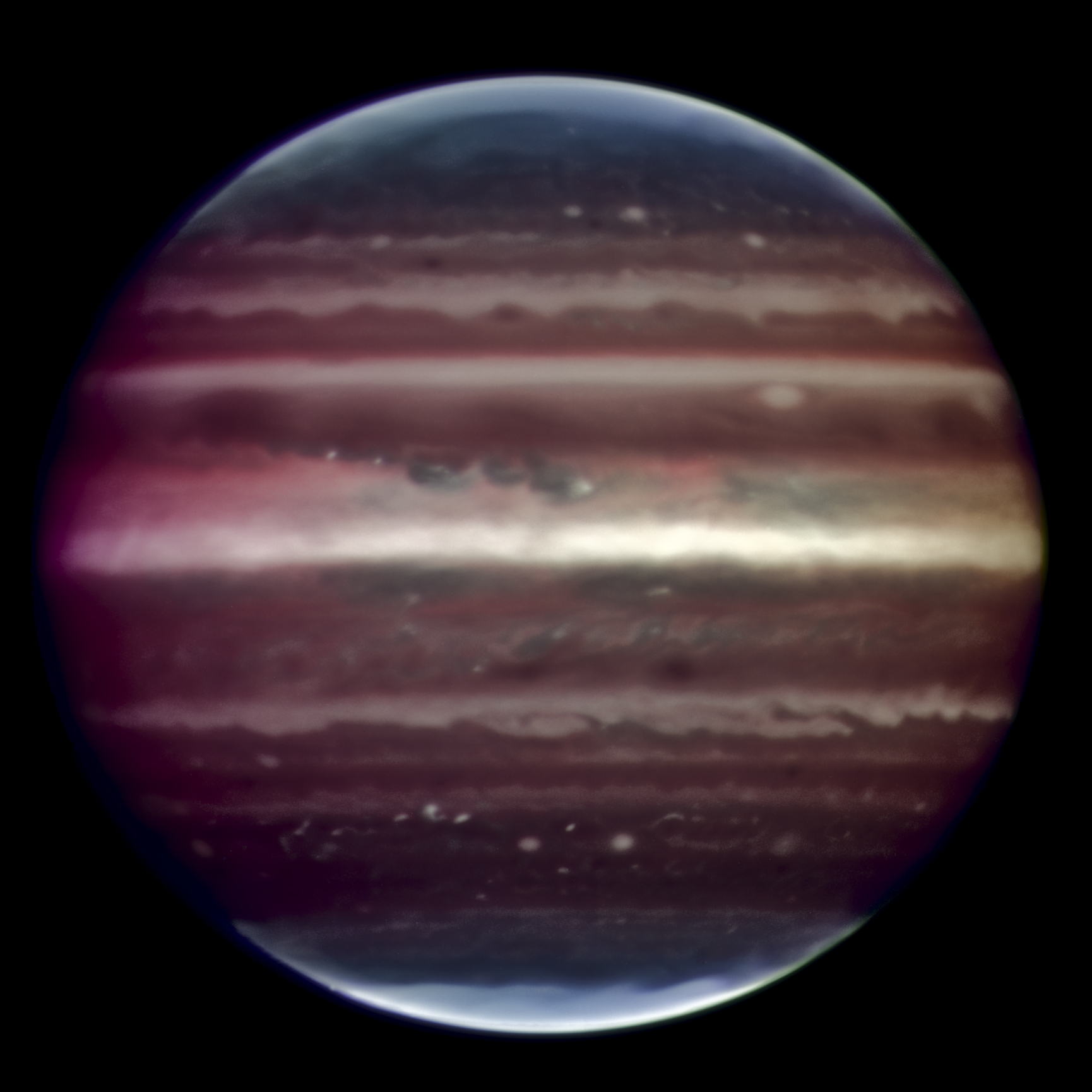
Infračervený snímek Jupiteru pořízený Velkým teleskopem Evropské jižní observatoře

V roce 1610 Galileo Galilei za pomoci malého dalekohledu objevil čtyři největší měsíce Jupiteru – Io, Europu, Ganymed a Callisto (pro které se později vžil název Galileovy měsíce). Toto pozorování bylo pravděpodobně první pozorování měsíce jiné planety než Země. (Nutno ale poznamenat, že čínský historik astronomie Xi Zezong zaznamenal, že čínský astronom Gan De objevil jeden z měsíců Jupiteru již v roce 362 př. n. l. pouhým okem. Kdyby bylo toto pozorování doložitelné a přesné, předběhlo by Galilea o téměř dvě tisíciletí.) Galileo současně tímto jako první objevil nebeská tělesa obíhající kolem jiného objektu než Země, což podpořilo heliocentrický model Mikuláše Koperníka. Galileova podpora nového pojetí chápání vesmíru zapříčinila, že se ocitl ve sporu s inkvizicí.
V průběhu 60. let 17. století Giovanni Domenico Cassini použil nový dalekohled, kterým objevil skvrny a barevné pásy v atmosféře a zploštění planety na pólech. Také určil dobu otáčení planety. V roce 1690 si Cassini všiml, že atmosféra rotuje různými rychlostmi.
Velká rudá skvrna je prominentní oválný útvar na jižní polokouli planety, který byl pravděpodobně pozorována již v roce 1664 Robertem Hookem a v roce 1665 Giovannim Cassinim, ale pozorování nejsou zcela průkazná. Nejstarší známý nákres skvrny pochází z roku 1831 od Heinricha Schwabeho.
Velká rudá skvrna se několikrát mezi lety 1665 až 1708 ztratila z pozorování, než se stala opět jasně viditelnou v roce 1878. K poklesu její viditelnosti došlo taktéž v roce 1883 a na začátku 20. století.
Giovanni Alfonso Borelli i Cassini pečlivě zaznamenávali pohyby měsíců do tabulek, což umožnilo předpovídat přesné časy, kdy měsíce přejdou před Jupiterem a jestli přejdou před planetou či za planetou vzhledem k pozorovateli. V 70. letech 17. století ale bylo pozorováno, že když je Jupiter na druhé straně od Slunce než je Země, předpokládané časy pozorování se zpožďovaly o 17 minut. Ole Rømer odvodil, že pozorování tak není okamžité, čehož bylo později využito pro určení rychlosti světla.
V roce 1892 pozoroval Edward Emerson Barnard pátý měsíc Jupiteru za pomoci refraktorového dalekohledu s průměrem objektivu 910 mm na Lickově observatoři v Kalifornii. Objev tohoto relativně malého objektu, svědčící o jeho bystrém zraku, ho rychle proslavil. Měsíc byl později pojmenován Amalthea. Objevení tohoto měsíce se stalo současně i posledním objevem měsíce za pomoci přímého pozorování. Dalších osm měsíců objevila až sonda Voyager 1 během průletu v roce 1979.
V roce 1932 Rupert Wildt identifikoval ve spektrálních čarách Jupiteru čpavek a methan.
Tři dlouhotrvající anticyklóny vyskytující se poblíž sebe v podobě bílých oválů byly pozorovány v roce 1938, ale i po několika desetiletích pozorování se stále nacházely individuálně v atmosféře Jupiteru a to i přes to, že se občas k sobě přibližovaly. Nespojily se až do roku 1998, kdy se spojily první dvě, a třetí pohltily v roce 2000, čímž vznikla struktura zvaná Ovál BA.
V roce 1955 Bernard Burke a Keneth Franklin objevili záblesky radiového signálu přicházejícího z Jupiteru na frekvenci 22,2 MHz. Tyto záblesky se shodují s dobou rotace planety, čehož taktéž vědci využili pro zpřesnění doby rotace planety. Signály z Jupiteru přicházejí na Zemi ve dvou formách: dlouhé záblesky (L-záblesky) trvající několik sekund a krátké záblesky (či S-záblesky), které trvají jen setiny vteřiny.
Z Jupiteru vycházejí tři druhy radiového signálu:
- dekametrické radiové záblesky (o vlnové délce v řádech desítek metrů) se mění s rotací Jupiteru a jsou ovlivněny interakcemi měsíce Io s magnetickým polem Jupiteru[74]
- decimetrická rádiová emise (o vlnové délce v řádech centimetrů) byla prvně pozorována Frankem Drakem a Heinem Hvatumem v roce 1959.[25] Zdrojem tohoto signálu byla oblast pásu okolo rovníku Jupiteru, který má tvar protáhlého ohonu. Způsobuje ho cyklotronové záření elektronů urychlovaných v magnetickém poli planety[75]
- tepelné záření vzniká působením tepla v atmosféře Jupiteru[25]

### Průzkum kosmickými sondami
Od roku 1973 proletělo kolem Jupiteru několik automatických sond. Lety k jiným planetám vyžadují velké množství energie pro dosažení potřebné rychlosti, která umožní uniknout tělesu z gravitačního vlivu Země a dosažení cílové planety. Pro dosažení Jupiteru musí tělesa ze Země dosáhnout rychlosti delta-v 9,2 km/s, která je srovnatelná s rychlostí 9,7 km/s potřebnou pro dosažení pozemské nízké oběžné dráhy. Naštěstí je pro dosažení Jupiteru možné použít gravitačního praku jiných planet, což výrazně snižuje energetické nároky na sondy, které k Jupiteru směřují. Metoda gravitačního praku tak přispívá ke značnému snížení nákladů sond na cestu, ale na druhou stranu prodlužuje násobně dobu jejich letu a dosažení cílové planety.

#### Průlety
| Sonda        | Nejbližší přiblížení | Vzdálenost   |
| ------------ | -------------------- | ------------ |
| Pioneer 10   | 3. prosince 1973     | 130 000 km   |
| Pioneer 11   | 4. prosince 1974     | 34 000 km    |
| Voyager 1    | 5. března 1979       | 349 000 km   |
| Voyager 2    | 9. července 1979     | 570 000 km   |
| Ulysses      | 8. únor 1992         | 409 000 km   |
| Ulysses      | 4. únor 2004         | 120 000 km   |
| Cassini      | 30. prosince 2000    | 10 000 km    |
| New Horizons | 28. února 2007       | 2 304 535 km |

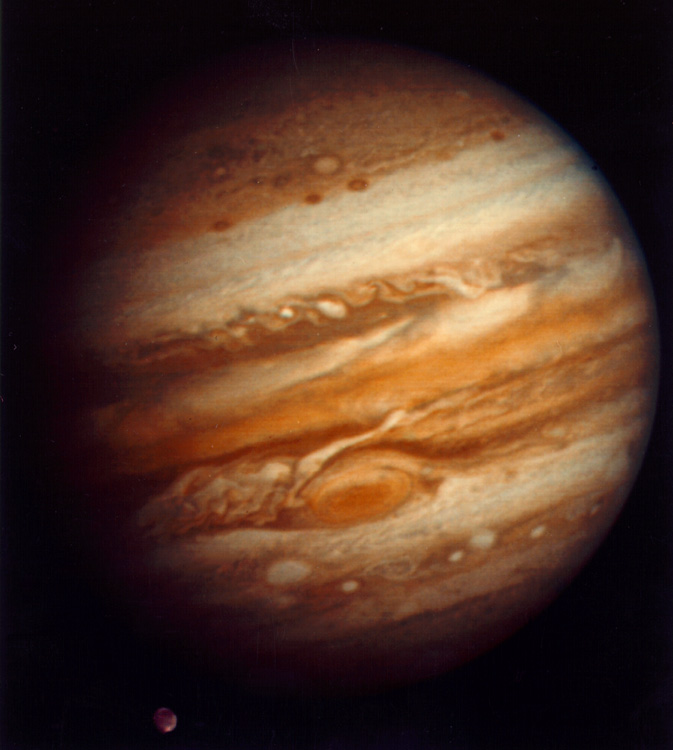
Fotografie, kterou pořídil Voyager 1 24. ledna 1979, kdy byl stále vzdálen od planety přes 40 miliónů kilometrů.

Na začátku roku 1973 provedlo několik sond gravitační manévr v okolí Jupiteru, což přineslo množství příležitostí ke studiu této planety. Sonda Pioneer 10 byla první pozemskou sondou u Jupiteru. Mise Pioneer 10 a 11 pořídily první barevné snímky Jupiterovy atmosféry a několika jeho měsíců zblízka. Objevily, že se kolem planety nacházejí značně silnější radiační pásy, než se očekávalo, ale i přes to obě sondy přežily průlet radiační oblastí. Pro zlepšení odhadu hmotnosti Joviánského systému byly následně využity změny trajektorie jejich letu. Průlet také pomohl zpřesnit velikost planety a velikost polárního zploštění.
O šest let později k dalšímu porozumění Jupiteru a Galileovým měsícům přispěly sondy Voyager, které objevily i prstence Jupiteru. Současně potvrdily, že Velká rudá skvrna je anticyklóna. Porovnání snímků ukázalo, že se barva skvrny od doby průletu sond Pioneer změnila z oranžové barvy na tmavě hnědou. Okolo oběžné dráhy měsíce Io byl objeven ionizovaný ohon a došlo k pozorování i sopek na povrchu tohoto měsíce, některé zrovna během erupcí. Když sondy přeletěly planetu a ocitly se za ní, pozorovaly blesky na noční straně planety v její atmosféře.
Další misí v oblasti Jupiteru byla sluneční sonda Ulysses, která provedla průlet kolem Jupiteru, aby se dostala na polární orbitu kolem Slunce. Během průletu sonda zkoumala magnetosféru planety, jelikož ale sonda nebyla vybavena žádnými kamerami, z mise nejsou dostupné snímky. Druhý průlet kolem Jupiteru proběhl o šest let později ve značně větší vzdálenosti.
V roce 2000 sonda Cassini na své cestě k Saturnu prolétla kolem Jupiteru, během čehož pořídila několik snímků ve vysokém rozlišení. 19. prosince 2000 pořídila sonda snímek měsíce Himalia, ale rozlišení snímku bylo příliš nízké, než aby bylo možné vidět nějaké detaily povrchu.
Sonda New Horizons na své cestě k Plutu proletěla okolo Jupiteru, když využila jeho gravitaci pro získání rychlosti. Nejblíže se přiblížila k planetě 28. února 2007. Kamera na palubě sondy se zaměřila na pozorování a měření výtrysků plazmatu ze sopek na Io a současně studovala i další velké Galileovy měsíce a vnější měsíce Himalia a Elara. Snímkování Jupiterova systému začalo 4. září 2006.

#### Mise Galileo

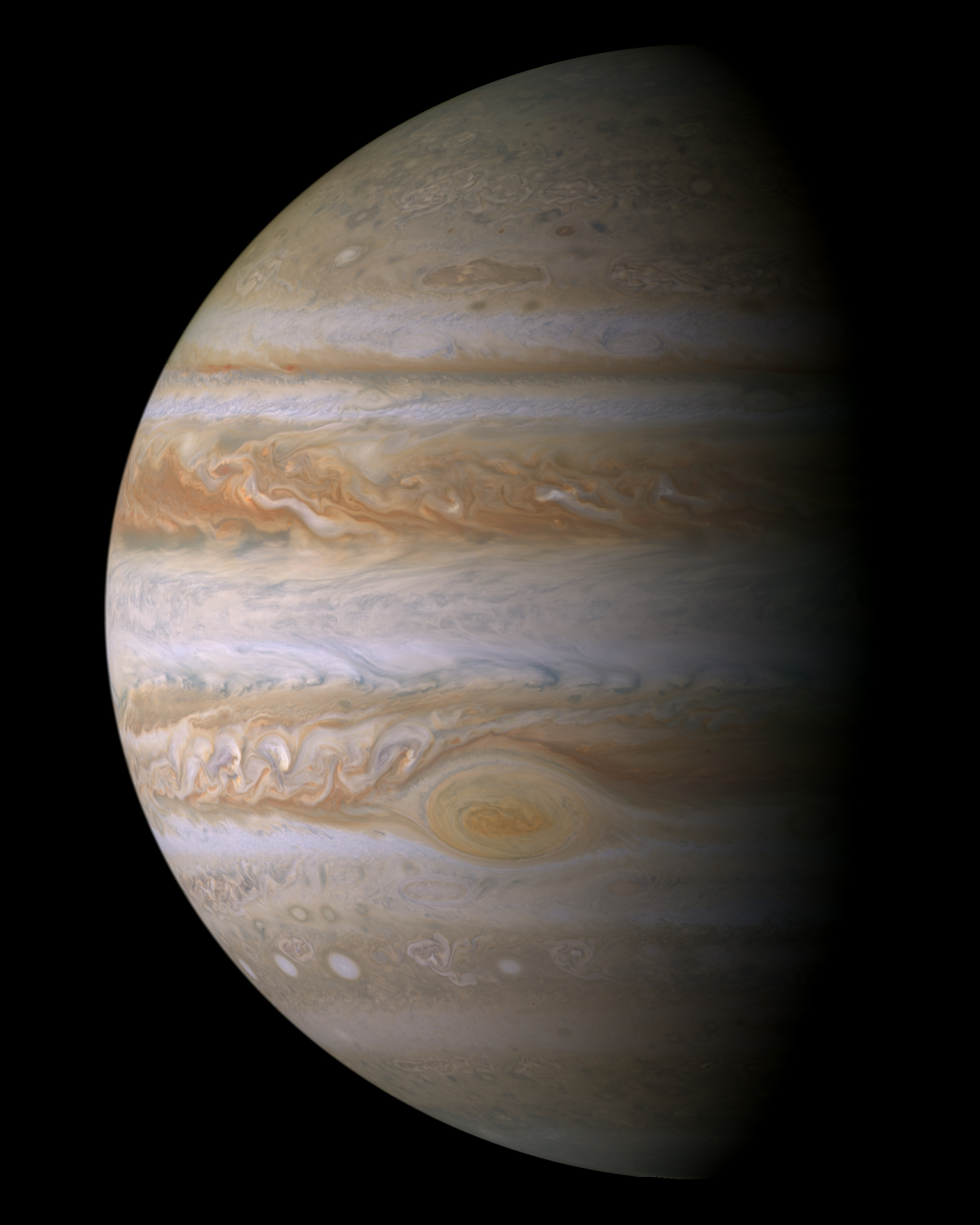
Jupiter pozorovaný během průletu sondy Cassini

Sonda Galileo obíhala kolem Jupiteru od 7. prosince 1995, kdy byla navedena na oběžnou dráhu kolem planety. Kolem planety následně obíhala po dobu delší než 7 let, během kterých uskutečnila mnoho průletů kolem Galileových měsíců a měsíce Amalthea. Sonda byla současně svědkem dopadu komety Shoemaker-Levy 9 do atmosféry Jupiteru v roce 1994, i když tehdy ještě nebyla navedena na oběžnou dráhu planety. I když získané množství dat bylo obrovské, misi poznamenala špatně rozvinutá parabolická anténa pro přenos dat, což zmenšilo množství přenesených informací převážně v podobě obrázků.
V červenci 1995 byla ze sondy uvolněna atmosférická sonda, která vstoupila do atmosféry planety 7. prosince. Sonda následně na padáku padala 150 km po dobu 57,6 minuty, během kterých získávala data. Po této době byla sonda rozdrcena tlakem, který v atmosféře panuje. Nefunkční sonda se následně, jak padala níže, nejspíše celá roztavila a pak se vypařila. Podobný osud postihl i sondu Galileo na konci jejího funkčního období, když byla 21. září 2003 uměle navedena do atmosféry rychlostí 50 km/s. Takto řízené zničení sondy mělo zabránit potenciální kontaminaci Europy pozemským životem, který mohl přežít sterilizaci sondy.

#### Mise Juno
V roce 2011 byla k Jupiteru vypuštěna sonda Juno, která byla po svém příletu k planetě v roce 2016 navedena na polární oběžnou dráhu. Odtud studuje gravitační a magnetické pole planety a složení její atmosféry. Na hlavní misi trvající do roku 2021 navazuje prodloužená mise do roku 2025, během které sonda sníží oběžnou dobu z 53 dnů až na 33 dnů a proletí několikrát kolem měsíců Ganymed, Europa a Io. Mise bude ukončena řízeným zánikem sondy v atmosféře obří planety.

#### Budoucí mise
Evropská kosmická agentura ESA připravuje sondu JUICE (JUpiter Icy Moons Explorer) pro průzkum měsíců Ganymed, Europa a Callisto. Start je plánovaný na rok 2023 a přílet na oběžnou dráhu Jupiteru na rok 2031. Sonda nakonec vstoupí na oběžnou dráhu měsíce Ganymed.
NASA připravuje sondu Europa Clipper pro průzkum měsíce Europa. Start je plánovaný na rok 2024 a přílet na oběžnou dráhu Jupiteru na rok 2030.

#### Zrušené mise
ESA společně s NASA plánovala misi Europa Jupiter System Mission (EJSM) pro průzkum Jupiteru a jeho měsíců, v únoru 2009 došlo k dohodě mezi agenturami, že tato mise dostane přednost před misí Titan Saturn System Mission. Sonda by se měla skládat z části pod patronací NASA zvané Jupiter Europa Orbiter a částí pod správou ESA v podobě modulu Jupiter Ganymede Orbiter. Americká i evropská sonda byly zcela oddělené, samostatně odstartují do vesmíru a samostatně k Jupiteru doletí. Každá ze sond JEO a JGO byla primárně zaměřena na jeden měsíc a sekundárně na další, každá tedy měla zkoumat dva ze čtyř velkých měsíců největší planety.
Jelikož existuje možnost, že se pod povrchem Jupiterových měsíců Europy, Ganymedu a Callista nacházejí oceány tvořené kapalinou, jsou tyto ledové měsíce předmětem zájmu vědců. Problémy s rozpočtem způsobily zpoždění sond, které měly některý z těchto světů prozkoumat. V roce 2005 došlo ke zrušení mise Jupiter Icy Moons Orbiter v rámci programu NASA. Obdobně ESA zvažovala misi Jovian Europa Orbiter, ale byla později nahrazena misí Europa Jupiter System Mission (EJSM).

## Jupiterovy měsíce

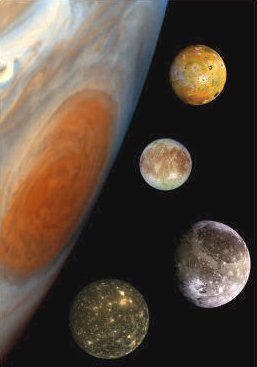
4 galileovské měsíce ve srovnání s Jupiterem a jeho Velkou rudou skvrnou. Odshora vidíme: Io, Europu, Ganymeda a Callisto.

Jupiter má 92 pojmenovaných měsíců. Z toho 73 jich je menších než 10 kilometrů v průměru a více než 50 z nich bylo objeveno až v tomto tisíciletí. Čtyři největší měsíce, známé jako „galileovské měsíce“, jsou Io, Europa, Ganymed a Callisto.

### Galileovské měsíce
Oběžné dráhy Io, Europy a Ganymeda vykazují dráhovou rezonanci (tzv. Laplaceova rezonance); na každé čtyři oběhy Io kolem Jupiteru uskuteční Europa přesně dva oběhy a Ganymed přesně jeden. Tato rezonance způsobuje gravitační efekt deformující dráhy těchto tří měsíců do eliptických křivek, poněvadž každý z těchto měsíců obdrží vždy na stejném místě oběžné dráhy od svých sousedů tah navíc.
Na druhou stranu slapové síly Jupiteru mají tendenci držet měsíce v kruhových drahách. Tato přetahovaná způsobuje pravidelné změny tvarů těchto tří měsíců, Jupiterova gravitace napíná měsíce mnohem silněji v jemu bližší části oběžné dráhy a dovoluje opětovné smrštění do kulovitějšího tvaru ve vzdálenější části dráhy. Tyto změny tvaru způsobují slapové ohřívání jader měsíců. Nejdramatičtěji se to projevuje neobyčejnou vulkanickou aktivitou Io a o něco méně dramaticky geologicky mladým povrchem Europy značícím nedávné zalití povrchu tekutou hmotou z nitra. Odhaduje se, že věk povrchu Europy je pouze 20 až 180 miliónů let.
| Galileovské měsíce při srovnání s pozemským Měsícem | Galileovské měsíce při srovnání s pozemským Měsícem | Galileovské měsíce při srovnání s pozemským Měsícem | Galileovské měsíce při srovnání s pozemským Měsícem | Galileovské měsíce při srovnání s pozemským Měsícem | Galileovské měsíce při srovnání s pozemským Měsícem | Galileovské měsíce při srovnání s pozemským Měsícem | Galileovské měsíce při srovnání s pozemským Měsícem | Galileovské měsíce při srovnání s pozemským Měsícem | Galileovské měsíce při srovnání s pozemským Měsícem |
| Jméno                                               | Anglická výslovnost                                 | Průměr                                              | Průměr                                              | Hmotnost                                            | Hmotnost                                            | Poloměr dráhy                                       | Poloměr dráhy                                       | Doba oběhu                                          | Doba oběhu                                          |
| Jméno                                               | Anglická výslovnost                                 | km                                                  | %                                                   | kg                                                  | %                                                   | km                                                  | %                                                   | dny                                                 | %                                                   |
| --------------------------------------------------- | --------------------------------------------------- | --------------------------------------------------- | --------------------------------------------------- | --------------------------------------------------- | --------------------------------------------------- | --------------------------------------------------- | --------------------------------------------------- | --------------------------------------------------- | --------------------------------------------------- |
| Io                                                  | ˈaɪ.oʊ                                              | 3643                                                | 105                                                 | 8,9×1022                                            | 120                                                 | 421 700                                             | 110                                                 | 1,77                                                | 7                                                   |
| Europa                                              | jʊˈroʊpə                                            | 3122                                                | 90                                                  | 4,8×1022                                            | 65                                                  | 671 034                                             | 175                                                 | 3,55                                                | 13                                                  |
| Ganymed                                             | ˈɡænimiːd                                           | 5262                                                | 150                                                 | 14,8×1022                                           | 200                                                 | 1 070 412                                           | 280                                                 | 7,15                                                | 26                                                  |
| Callisto                                            | kəˈlɪstoʊ                                           | 4821                                                | 140                                                 | 10,8×1022                                           | 150                                                 | 1 882 709                                           | 490                                                 | 16,69                                               | 61                                                  |

### Rozdělení měsíců Jupiteru

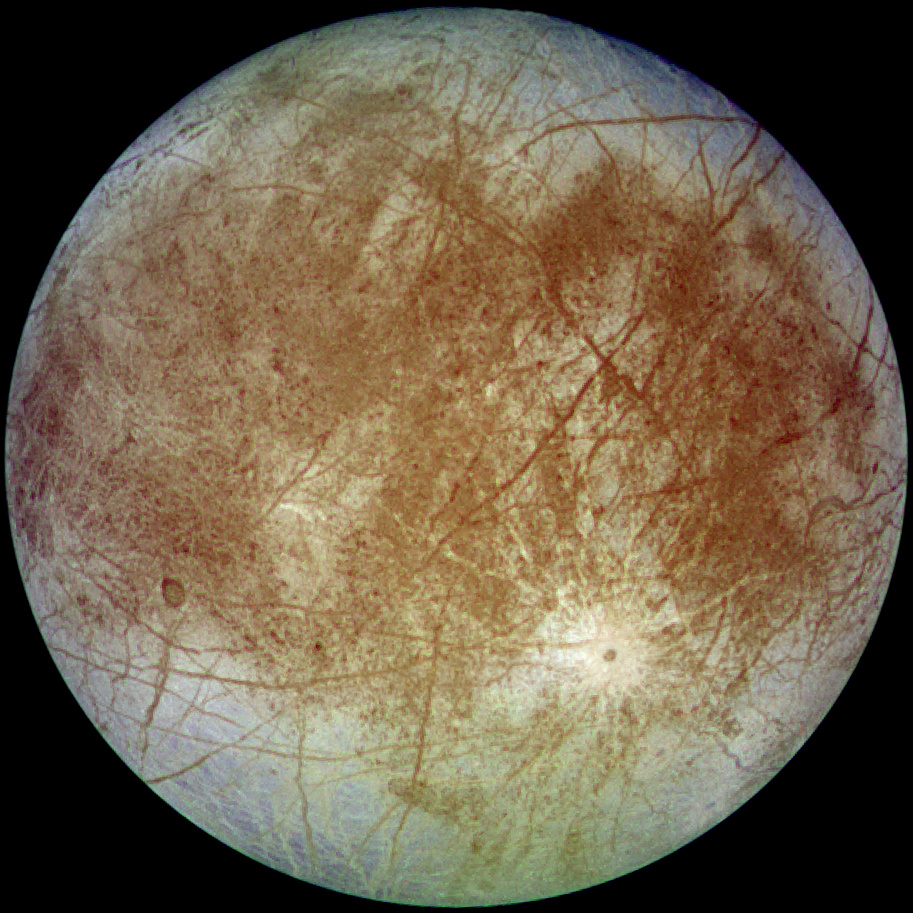
Jupiterův měsíc Europa

Dříve se mělo za to, že Jupiterovy měsíce lze rozdělit do čtyř skupin po čtyřech, ale protože poslední objevy mnoha nových malých vzdálených měsíců toto rozdělení zkomplikovaly, převládá nyní členění na šest hlavních skupin, i když některé jsou různorodější než jiné. Rozdělení do skupin může mít hlubší význam, protože některé skupiny mohly vzniknout ze společného základu – většího měsíce nebo zachyceného tělesa, které se rozpadlo na více kusů.
Základní rozdělení je na nepravidelné a pravidelné měsíce. Pravidelné měsíce jsou skupina osmi vnitřních měsíců, které mají téměř kruhovou dráhu poblíž roviny Jupiterova rovníku a u nichž se věří, že vznikly společně s Jupiterem. Zbývající nepravidelné měsíce neznámého počtu o různých drahách jsou pravděpodobně tělesa, která byla později zachycena a která vznikla v jiných částech soustavy. Skupiny měsíců, které mají podobné parametry oběžné dráhy, mohou být fragmenty většího měsíce, který byl silou Jupiteru rozdrcen na menší části.
| Pravidelné měsíce   | Pravidelné měsíce |
| ------------------- | --- |
| Vnitřní měsíce      | Vnitřní skupina čtyř malých měsíců o průměrech menších než 200 km s oběžnými drahami o poloměru menším než 200 000 km a se sklonem dráhy menším než půl stupně.     |
| Galileovy měsíce    | Skupina čtyř galileovských měsíců objevených Galileo Galileim s oběžnými drahami 400 000–2 000 km od Jupiteru, která obsahuje největší měsíce ve sluneční soustavě. |
| Nepravidelné měsíce | |
| Themisto            | Themisto je skupinou sám o sobě, obíhá na půl cesty mezi galileovskými měsíci a další skupinou.                                                                     |
| Rodina Himalia      | Těsně svázaná skupina měsíců s oběžnými drahami o poloměrech 11–12 miliónů kilometrů.                                                                               |
| Carpo               | Další osamocený měsíc poblíž skupiny Ananke |
| Rodina Ananke       | Skupina Ananke má dost nejasné hranice s poloměry oběžných drah průměrně 21 276 000 km a průměrným sklonem dráhy 149 stupňů.                                        |
| Rodina Carme        | Výrazná skupina průměrně 23 404 000 km od Jupiteru s průměrným sklonem dráhy 165 stupňů.                                                                            |
| Rodina Pasiphae     | Pesiphae je rozptýlená a neurčitá skupina obsahující všechny nejvzdálenější měsíce.                                                                                 |

## Vliv na sluneční soustavu

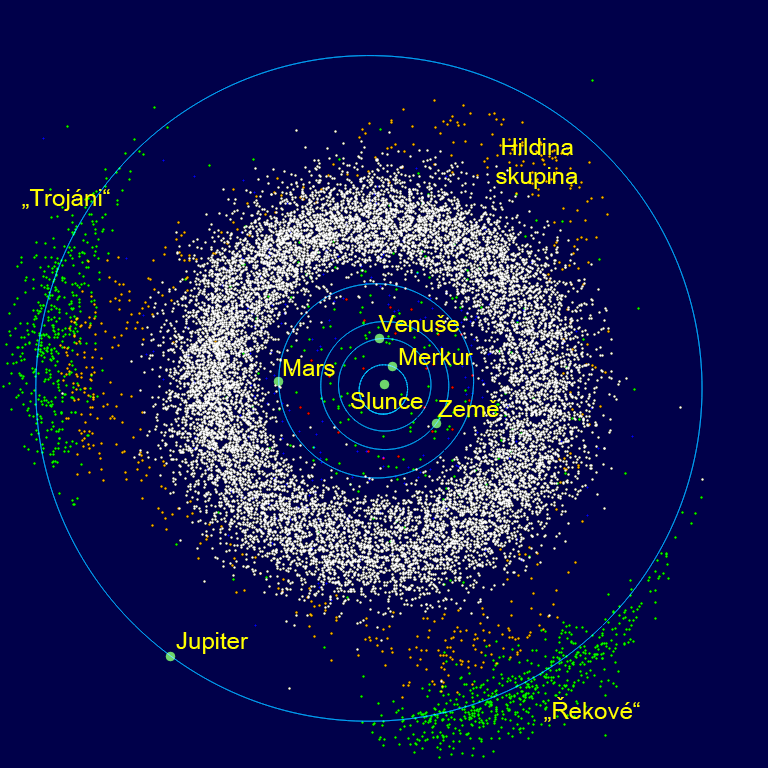
Nákres ukazuje Trojany v oběžné dráze Jupiteru společně s hlavním pásem asteroidů

Společně se Sluncem přispěl Jupiter gravitačním působením k zformování sluneční soustavy. Oběžné dráhy většiny planet leží blíže k oběžné rovině Jupiteru než rovníkové rovině Slunce (vyjma Merkuru, který je jedinou planetou s oběžnou drahou ležící blíže k rovině slunečního rovníku). Kirkwoodovy mezery v pásu asteroidů jsou pravděpodobně zapříčiněna Jupiterem, který mohl způsobit i období pozdního velkého bombardování vnitřních planet sluneční soustavy.
Gravitační pole Jupitera ovlivňuje kromě jeho měsíců i množství asteroidů, které se nacházejí v Lagrangeově bodě před i za Jupiterem a které společně s ním obíhají kolem Slunce. Tyto asteroidy jsou známé jako Trojáni. První asteroid 588 Achilles byl objeven v roce 1906 Maxem Wolfem a od té doby jich bylo objeveno více než dva tisíce. Největší z nich je 624 Hektor.

### Dopady

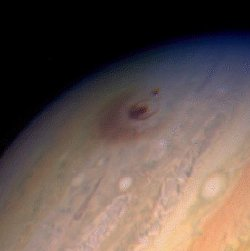
Dopad části komety Shoemaker-Levy 9 v červenci 1994 na povrch Jupiteru. Temné mraky povstávající z místa dopadu jsou větší než Země.

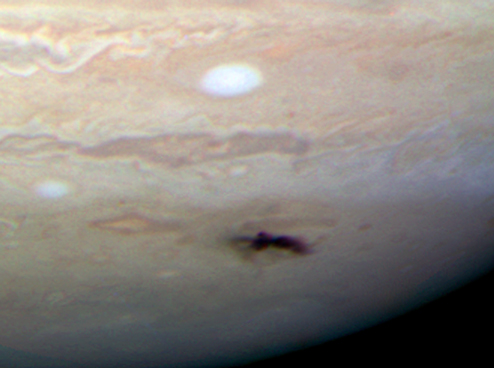
Obrázek z Hubbleova vesmírného dalekohledu ukazuje skvrnu asi 8 000 kilometrů dlouhou, která se utvořila po dopadu komety nebo planetky v červenci 2009.

Jupiter se pro jeho obrovské gravitační působení, které vytváří kolem planety značnou gravitační studni, někdy označuje jako vysavač sluneční soustavy. Z toho důvodu je nejčastějším cílem dopadů komet ve sluneční soustavě. Dříve se předpokládalo, že planeta funguje pro vnitřní planety jako štít před dopady komet, ale pozdější počítačové modelace naznačují, že pouhá přítomnost Jupiteru nezmenšuje významně množství komet, které do vnitřní části soustavy procházejí, jelikož jeho gravitační působení některé komety přitáhne a stejný počet jen odkloní a opět odhodí do okolního prostoru. Obecně ale nepanuje mezi astronomy shoda, jestli Jupiter chrání Zemi před kometami či ne. Uvažují, že sice může zachycovat nebezpečné komety ze vzdáleného Oortova mračna, ale na druhou stranu může způsobovat změny drah komet v bližším Kuiperově pásu tak, že mohou být nebezpečné pro Zemi.
V roce 1997 průzkum historických kreseb naznačil, že astronom Cassini pravděpodobně pozoroval v roce 1690 jizvu způsobenou dopadem neznámého tělesa na Jupiter. U dalších 8 podobných případů studie tuto možnost vyloučila nebo naznačila jen malou pravděpodobnost, že se jednalo o impakt. V období 16.–22. července 1994 dopadlo na jižní polokouli Jupiteru více než 20 částí rozpadlého jádra komety Shoemaker-Levy 9, což dalo příležitost k prvnímu přímému pozorování srážky dvou těles ve sluneční soustavě. Kolize komety přinesla důležité poznatky o složení atmosféry Jupiteru.
19. července 2009 bylo v atmosféře Jupiteru objeveno místo dopadu dalšího tělesa, které se nacházelo přibližně na 216° zeměpisné délky. Impakt za sebou zanechal velkou černou skvrnu, která velikostí odpovídala Oválu BA (útvaru v Jupiterově atmosféře, podobnému Velké rudé skvrně). Pozorování v infračerveném spektru ukázalo jasnější oblast poblíž jižního pólu planety, vyznačující místo vstupu do atmosféry, zahřáté třením tělesa při jeho sestupu.

### Průlety
Jupiter jako největší planeta sluneční soustavy nezpůsobuje pouze pády těles do své atmosféry, ale mění také dráhy komet a planetek, které proletí v jeho relativně těsné blízkosti. Např. v roce 1935 způsobil změnu dráhy komety Honda-Mrkos-Pajdušáková. Kometa kolem něj prolétla ve vzdálenosti 0,08 au (asi 12 milionů km), což změnilo její oběžnou dobu z 5,53 na 5,27 roku. Zároveň se změnily elementy její dráhy tak, že se nyní přibližuje ke Slunci na 0,58 au (dříve to bylo 0,64 au).
Jupiter tímto způsobem mění dráhy velkého množství komet a planetek, někdy mnohem výrazněji.

## Možnost života
V roce 1953 Millerův–Ureyův experiment ukázal, že kombinací blesků a chemických sloučenin existujících v atmosféře primitivní Země je možné vytvořit z organických sloučenin obsahujících aminokyseliny složitější organické sloučeniny, které mohou sloužit jako základní stavební kameny života. Simulovaná atmosféra obsahovala vodu, methan, čpavek a molekulární vodík, všechny sloučeniny, které je možné pozorovat v atmosféře Jupiteru. Nicméně atmosféra Jupiteru má silnou vertikální cirkulaci, která by mohla tyto komponenty zanášet do spodních vrstev atmosféry, kde by vysoká teplota způsobila jejich rozpad a tak i bránila vzniku podobného života, jaký existuje na Zemi.
Je vysoce nepravděpodobné, že by se na Jupiteru nacházel život podobný tomu pozemskému, jelikož se zde vyskytuje jen malé množství vody v atmosféře a případný pevný povrch planety by byl vystaven extrémnímu tlaku. Nicméně před průlety sond Voyager v roce 1976 se objevily hypotetické spekulace naznačující možnost existence života založeného na vodě či čpavku, který by se vyvíjel ve svrchních vrstvách atmosféry. Tato hypotéza je založena na životě v pozemských mořích, kde se jednoduché organismy v podobě planktonu vyskytují ve svrchních vrstvách a pod nimi se pak nacházejí ryby konzumující právě plankton a predátoři lovící ryby.

## Jupiter vkultuře

### Astrologie

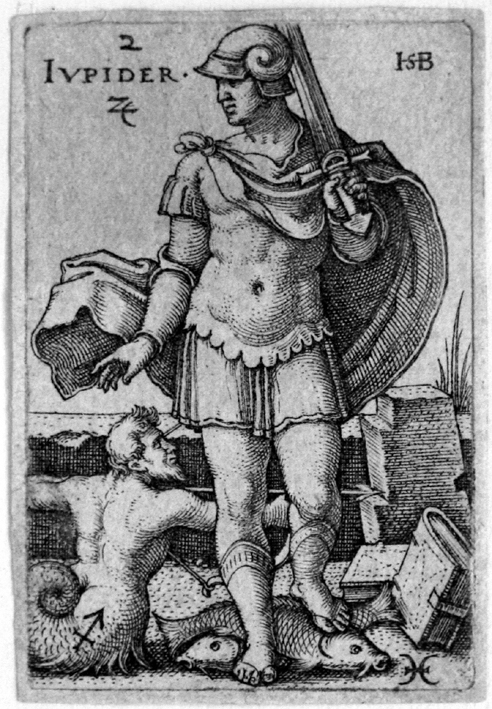
Alegorický pohled na Jupitera, Sebald Beham, 16. století.

Jupiter je znám již od dávných dob, jelikož je viditelný pouhým okem na noční obloze a příležitostně se dá pozorovat i přes den, když je Slunce nízko nad obzorem. Pro Babyloňany představoval Jupiter boha Marduka, jeho 12letá oběžná doba okolo ekliptiky byla využívána pro určení babylonského zvěrokruhu. Číňané, Korejci, Japonci a Vietnamci hovoří o planetě jako o „dřevěné hvězdě, zápis pomocí čínských znaků 木星, spojené s pěti elementy dle čínské filosofie. Řekové Jupiter nazývali Φαέθων, Faethón, „planoucí“. Ve védské astrologii pojmenovali hinduističtí astrologové planetu po bohovi Brhaspati, učiteli všech ostatních bohů, který je často nazýván „Guru“. V angličtině je den čtvrtek (ang. Thursday) spojen s bohem Thórem (Thor's day), který je taktéž spojován s Jupiterem v severské mytologii.
Jméno Jupiter vychází ze jména římského boha Jupitera, které je zase ustrnulým vokativem  praitalického *djous patēr, složeného z *djous „den, nebe“ a *patēr „otec“, které vychází ze jména praindoevropského boha nebes zvaného *Djéus Ptér. V angličtině se jako přídavné jméno od Jupiteru dnes používá slovo jovian. Dříve – převážně astrology ve středověku – používaná forma jovial (česky žoviální) dnes znamená veselý či šťastný, což odráží astrologickou charakteristiku planety. Astronomický symbol pro planetu, , je stylistické znázornění božského blesku. Jméno řeckého protějšku Jupitera - Zeus, poskytuje kořen „zeno-“, používaný k vytváření slov spojených s Jupiterem, například zenografický (změřený vzhledem k povrchu Jupiteru).
V češtině se kromě původem latinského pojmenování Jupiter občas užívalo také Králomoc, případně Králemoc, Kralemoc či Kralomoc. Tyto výrazy máme poprvé doloženy, podobně jako další podobné názvy planet, ve 14. století ve slovnících mistra Klareta, který byl pravděpodobně jejich autorem. Ve Hvězdářství krále Jana z poloviny 15. století se objevuje také jméno Biskup. Puristický gramatik Václav Jan Rosa vedle Králomoc užívá jméno Královec, v díle jeho následovníka Jana Václava Pohla na konci 18. století se objevuje také pojmenování Peroň, snad odkazující na boha Peruna.